# Skidbindning

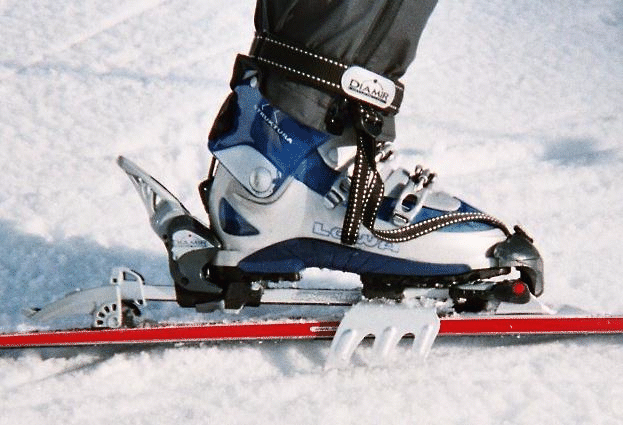
Skidbindning

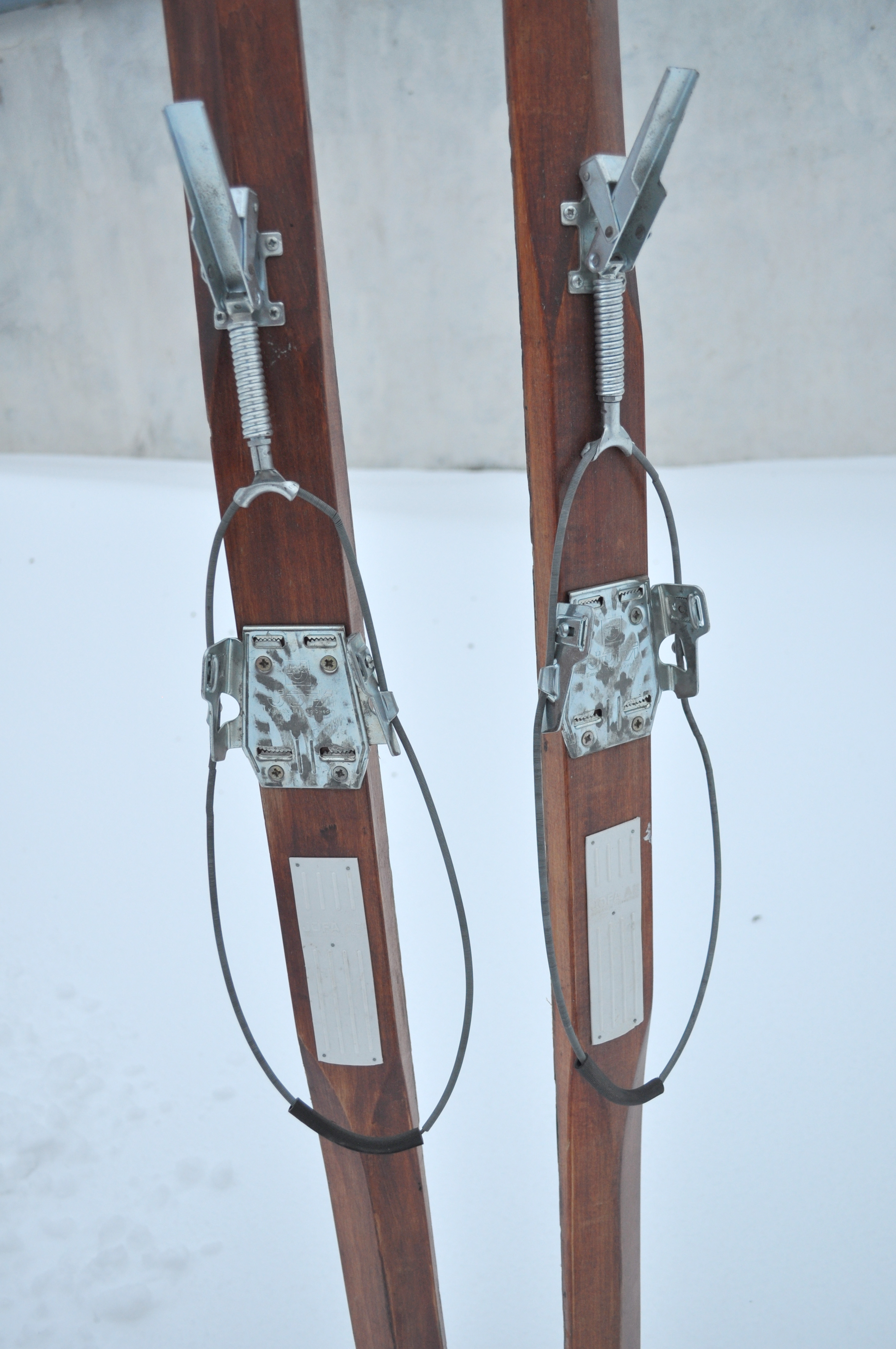
Skidbindning av äldre typ för skogsskidor

Skidbindning är en anordning med vilken man fäster en skida vid pjäxan. Det finns åtskilliga typer av skidbindningar för olika ändamål, och de har varierat i utförande genom åren. Till exempel finns skidbindningar för utförsåkning, längdskidåkning, telemark, snowboard med mera. Ett liknande system används vid randonné för att fästa skon vid pedalen.